# Corynoptera immunita
Corynoptera immunita är en tvåvingeart som beskrevs av Menzel 1995. Corynoptera immunita ingår i släktet Corynoptera och familjen sorgmyggor.
Artens utbredningsområde är Nepal. Inga underarter finns listade i Catalogue of Life.